# Alonzo Cinq-Mars
Alonzo Cinq-Mars né le 14 avril 1881 à Saint-Édouard-de-Lotbinière et mort 15 juin 1969 à Longueuil est un sculpteur, peintre, caricaturiste, poète et journaliste.

## Biographie
Il étudie à l'École des beaux-arts de Québec de 1920 à 1924, où il réalise des classes de sculpture avec Jean Bailleul. En 1919, il est correspondant parlementaire à Québec pour deux journaux de Montréal, La Presse et La Patrie. Il publie en 1924, un recueil de poésie De l'aube à midi qui sera réédité la même année avec un tirage limité. Il est un des membres fondateurs de la Société des arts, des sciences et des lettres de Québec. Il expose annuellement de 1933 à 1941 au Salon de l'Art Association of Montreal, Il obtient quelques prix à l'Exposition provinciale de Québec. Sa production artistique comprend des sculptures, des médaillons et des médailles.

## Musées et collections publiques
- Musée d'art de Joliette
- Musée des beaux-arts de Sherbrooke
- Musée national des beaux-arts du Québec[7]
- Musée Pierre-Boucher
- Musée régional de Vaudreuil-Soulanges
- Société du patrimoine religieux du diocèse de St-Hyacinthe
- Univers Saint-Sulpice